# ホーエンシュタウフェン朝

ホーエンシュタウフェン家の紋章

ホーエンシュタウフェン朝（Hohenstaufen, 1138年 - 1208年、1215年 - 1254年）は、神聖ローマ帝国の王朝。シュタウフェン朝およびシュタウファー朝とも呼ばれる。シュヴァーベン大公でもあった。家名はシュヴァーベンのシュタウフェン城を発祥とする。イタリアではシチリア王国を支配し、1266年まで続いた。

## 歴史

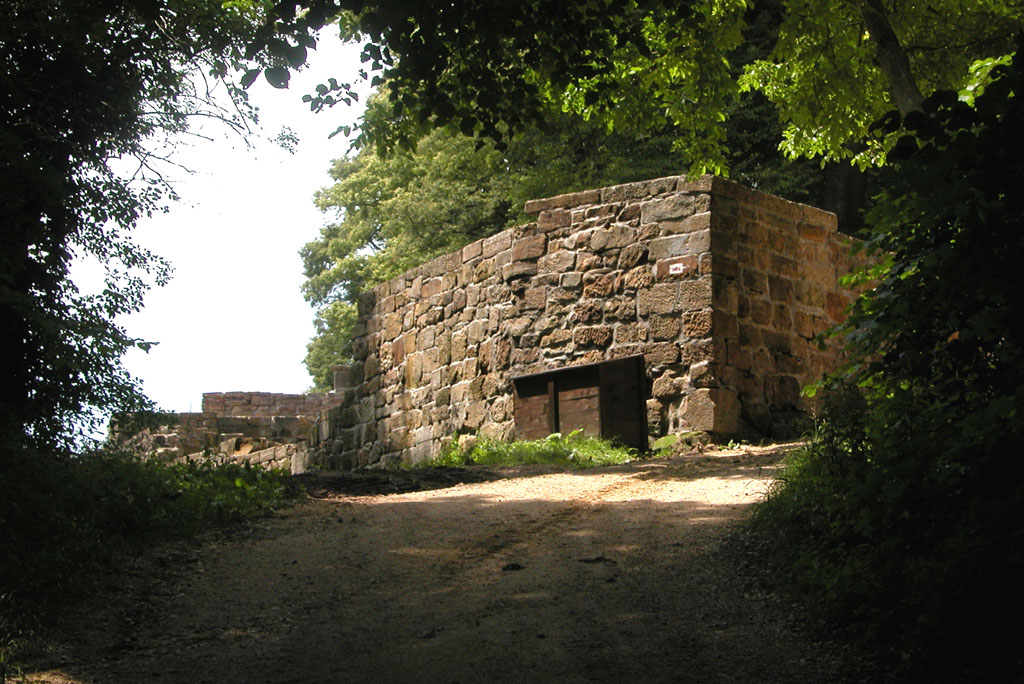
ホーエンシュタウフェン城跡

### 前史
ホーエンシュタウフェン家は、アラマンニ人の有力貴族で、ビューレン伯として統治していた。
1079年、ザーリアー朝の神聖ローマ皇帝ハインリヒ4世はホーエンシュタウフェン家のフリードリヒ1世に娘アグネス（7歳）を娶わせ、合わせてシュヴァーベン大公に任命した。これは既にシュヴァーベン大公だったルドルフ・フォン・ラインフェルデンが対立王としてハインリヒ4世と衝突していたための措置だったが、フリードリヒ1世はラインフェルデン家の断絶後もツェーリンゲン家のベルトルト2世と戦い、1098年の和睦で単独のシュヴァーベン大公と認められた（ベルトルト2世はツェーリンゲン大公を称した）。アグネスとの間の息子フリードリヒ2世、コンラート3世兄弟はザーリアー朝断絶後の帝位継承を巡ってズップリンブルク家の皇帝ロタール3世と衝突したが、1135年に和睦している。
1137年にロタール3世が嗣子がなく死去したため、選帝侯たちはコブレンツにて1138年3月7日、次の皇帝選挙を行なった。ロタール3世は後継者に婿でヴェルフ家出身のハインリヒ傲岸公を望んでいたが、投票ではホーエンシュタウフェン家のコンラート3世が最多票を得て、新たなローマ王（ドイツ王）として選出された。傲岸公はバイエルン公とザクセン公を兼ねていたため、選帝侯達が強力な皇帝の出現を望まず、当時としては弱小勢力に過ぎなかったコンラート3世が新たな君主として選ばれたからである。しかし、ローマ教皇から戴冠式は受けられなかったので、コンラート3世は正式な皇帝に即位することなく終わっている。
1147年、コンラート3世は教皇エウゲニウス3世の命を受けて、クレルヴォーのベルナルドゥスが心を揺さぶる説教によって人々を精力的に参加へと促した第2回十字軍に参加し、ダマスカスを包囲したが、イスラム軍との戦いに敗れて命からがら撤退している。また、傲岸公とも神聖ローマ帝国の君主の地位をめぐって争うなど、その治世は多難を極めた。しかしコンラート3世は皇帝権力の強化、傲岸公の捕縛、ホーエンシュタウフェン家の領土拡大に成功を収め、巧みな外交戦略をもってドイツ諸侯と提携を図るなどしている。1152年、病に倒れて死を悟ったコンラート3世は、兄フリードリヒ2世の息子フリードリヒ1世を後継者として指名し、間もなく世を去った。コンラート3世には息子がいたが、甥のフリードリヒ1世の能力を高く評価していたため、あえて後継者として指名したのである。

ホーエンシュタウフェン朝(1155年-1268年)治下における13世紀初頭の神聖ローマ帝国の最大版図

### フリードリヒ1世の治世
赤みを帯びた髭を持っていたためバルバロッサ（赤髭王）と呼ばれたフリードリヒ1世は、コンラート3世が見込んだ通り優秀な人物であった。まず、帝国の内部を安定させるためドイツ諸侯に大幅な特権を認め、優秀な人材を登用して平和令を公布するなどして、国を比較的に安定化させた。しかし、フリードリヒ1世はイタリアに5度も遠征する。歴代の神聖ローマ皇帝が行ったイタリア政策を踏襲し、これを成功させることで皇帝権力のいっそうの強化を目指したのである。しかしこのため、教皇やフリードリヒ1世に支配されることを嫌ったイタリア北部の都市と対立・抗争を繰り広げることとなる。
このため、報復として1162年にフリードリヒ1世はミラノを破壊したが、これに教皇アレクサンデル3世は激怒して1165年にフリードリヒ1世を破門する。1168年にはイタリア北部の都市が集結したロンバルディア同盟の抵抗に遭う。1174年からは国内においてもフリードリヒ1世のイタリア政策に批判的な意見も上がるようになり、1176年にレリャーノの戦いでロンバルディア同盟に大敗すると、事実上フリードリヒ1世のイタリア政策は失敗し、1183年にロンバルディア同盟の自治を認めることで和睦した。その後はバイエルン公兼ザクセン公ハインリヒ獅子公（傲岸公の息子）の帝国追放などドイツの安定に努めた。
1189年、第3回十字軍の総司令官としてイングランド王リチャード1世（獅子心王）・フランス王フィリップ2世（尊厳王）と共に遠征し、1190年にはイコニウムの戦いでアイユーブ朝を中心としたイスラム教の軍を破ったが、同年6月にキリキアのサレフ河で渡河中に落馬し、溺死した。

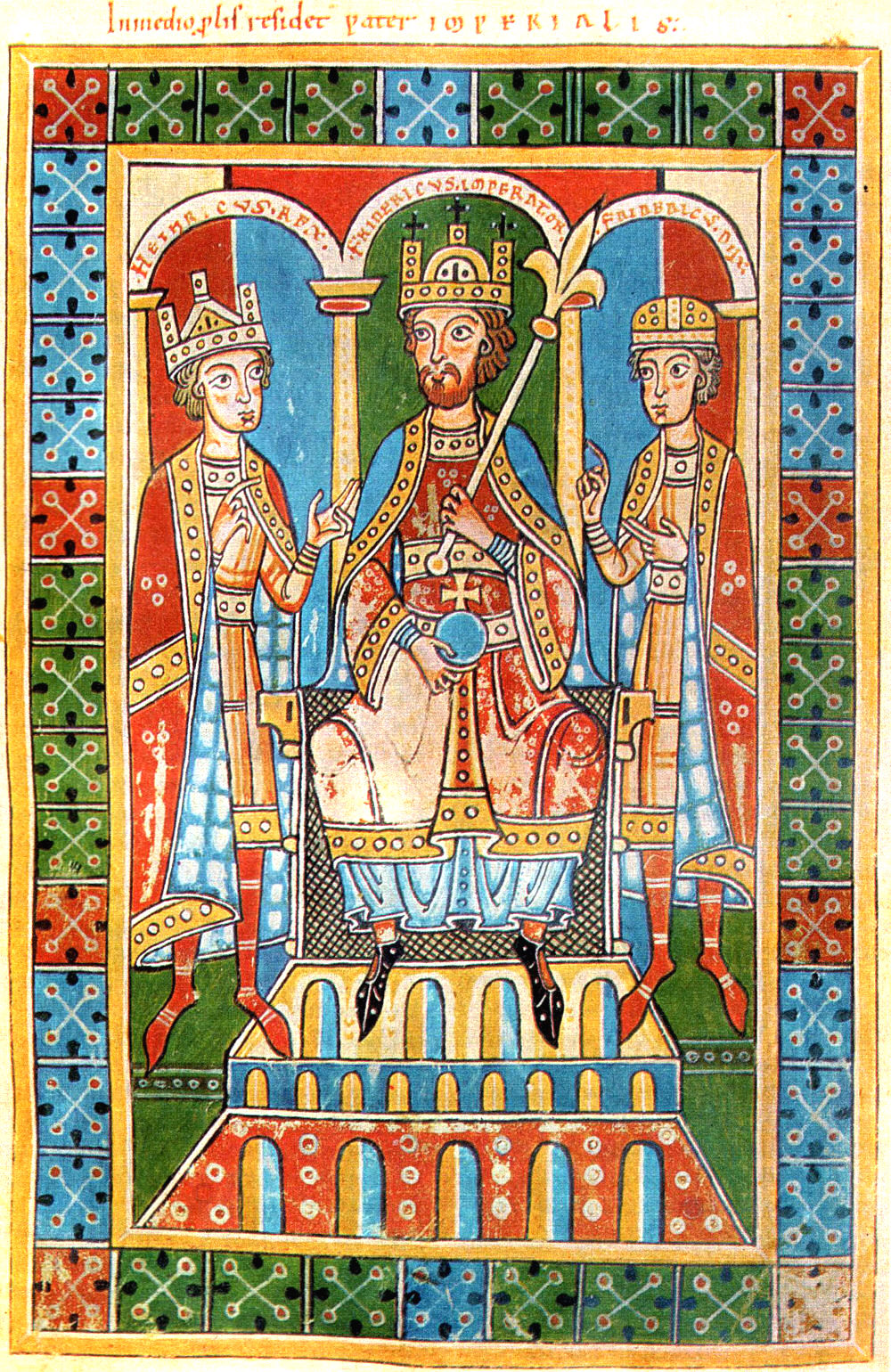
フリードリヒ1世（赤髭王）とその息子たち、ハインリヒ6世とシュヴァーベン大公フリードリヒ5世

### ハインリヒ6世と死後の混乱
フリードリヒ1世の死後は子のハインリヒ6世が後を継いだ。ハインリヒ6世は妻がシチリア王女コスタンツァであったことから、シチリア王グリエルモ2世の死後、シチリア王位を狙った。これに対してグリエルモ2世の後を継いだタンクレーディはリチャード1世や教皇、そして反ハインリヒ的なドイツ諸侯と連合して対抗した。このため一時ハインリヒ6世は危機に陥ったが、フィリップ2世と連合することでこれに対抗し、1192年には十字軍から帰国途中にあったリチャード1世を逮捕した。
1194年にタンクレーディが死去して幼いグリエルモ3世が後を継いだなどの諸事情もあって、ハインリヒ6世は優位となり、遂にシチリアに遠征して同地を征服し、シチリア王として即位したのであった。さらにハインリヒ6世は、当時弱体化していた東ローマ帝国の征服にも乗り出し、1197年には遠征準備に入ったが、同年のうちに33歳で急死した。
ハインリヒ6世の死は、帝国に混乱をもたらした。ハインリヒ6世にはコスタンツァとの間にフリードリヒ（後の神聖ローマ皇帝フリードリヒ2世）がいたが、3歳の幼少であったために父の後を継ぐことができず、皇位は空位となってしまった。このため、次の皇位をめぐってハインリヒ6世の弟フィリップとヴェルフ家のオットー4世（ハインリヒ獅子公の子）との間で皇位をめぐっての争いが起こる。この皇位争いにはフィリップが勝利したが、1208年に娘との結婚を反対されたヴィッテルスバッハ家のバイエルン宮中伯オットー8世に暗殺された。その後、皇位はヴェルフェン朝（ヴェルフ家）のオットー4世の手に渡り、ホーエンシュタウフェン朝は一時的に歴史の表舞台から姿を消した。

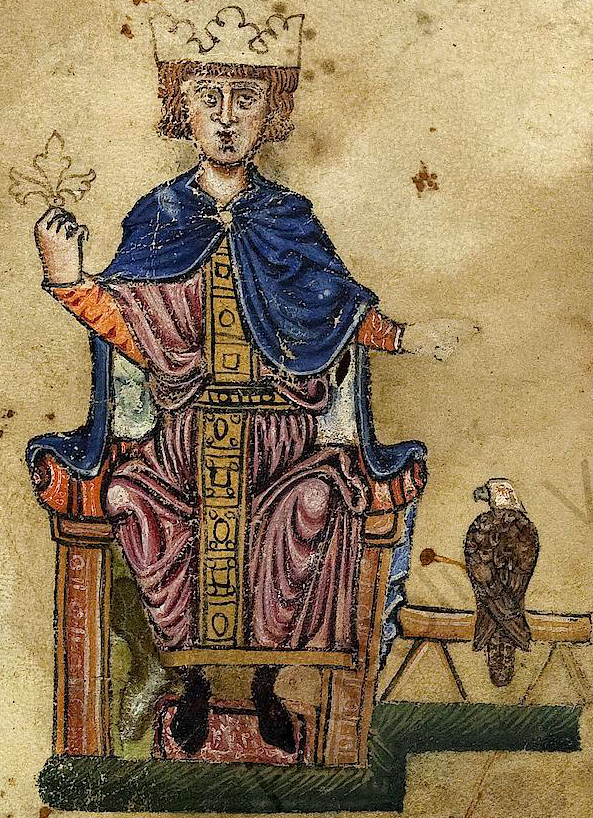
フリードリヒ2世と鷹

### フリードリヒ2世の治世と死後
しかしハインリヒ6世の忘れ形見であるフリードリヒ2世が成長し、さらにオットー4世がイタリア政策に失敗し教皇インノケンティウス3世から破門、ブーヴィーヌの戦いでフィリップ2世に敗れるなどしてドイツ諸侯の支持を失ったため、1215年にオットー4世が廃された後、フリードリヒ2世が神聖ローマ皇帝として即位することとなり、ホーエンシュタウフェン朝が復活した。フリードリヒ2世は国内の安定化のために諸侯の特権を承認する。さらにイタリア政策に力を注いだが、そのために教皇グレゴリウス9世と対立して、1227年に破門されてしまう。

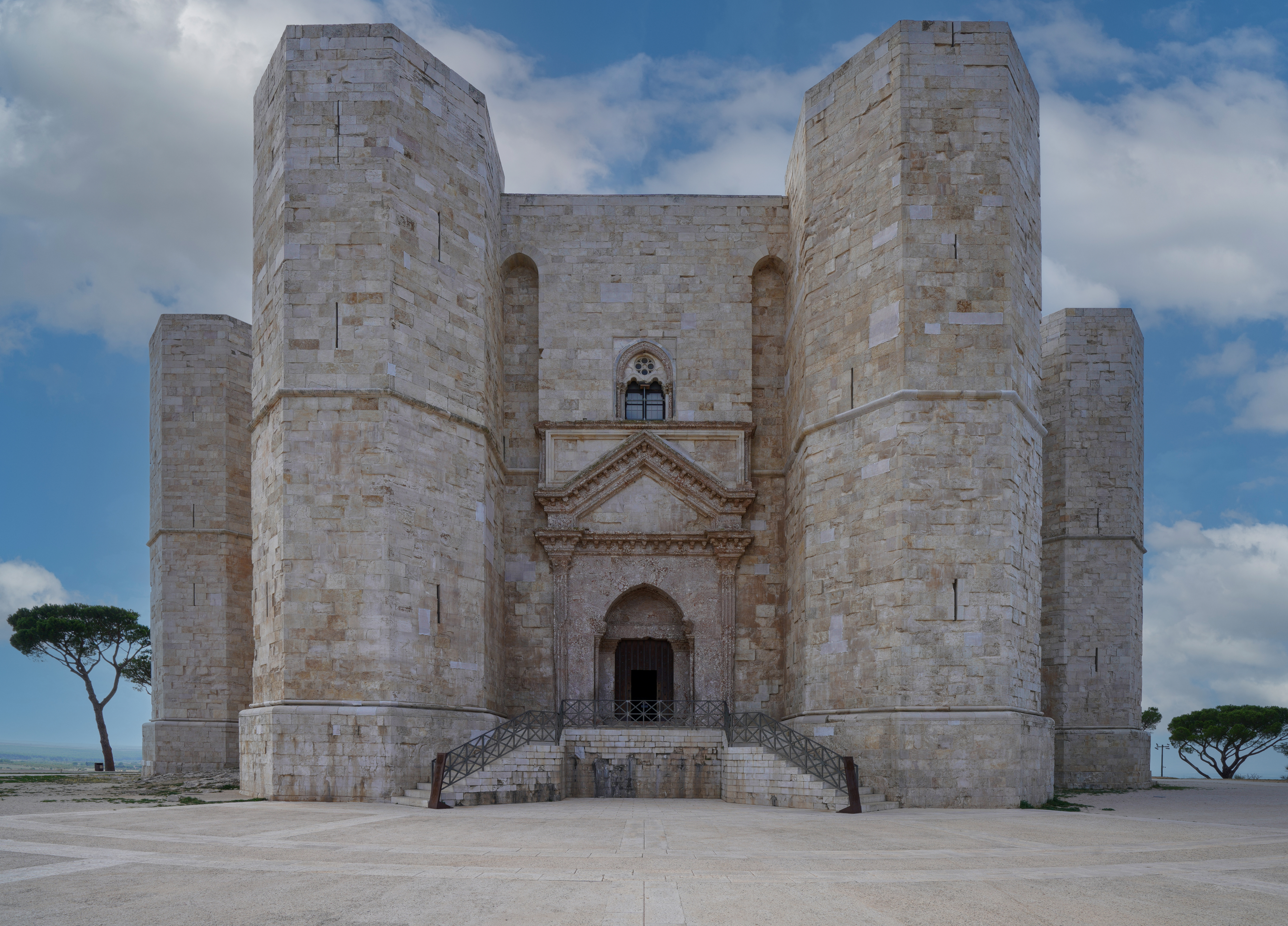
フリードリヒ2世が築城したイタリア南部アンドリアのカステル・デル・モンテ

しかし破門皇帝の身でありながら、1228年には第6回十字軍の総司令官としてシリアに遠征する。当時、アイユーブ朝のスルタン・アル＝カーミル（サラディンの甥）は国内での内紛などの諸事情もあって、フリードリヒ2世の軍と戦っているような余裕がなく、交渉によって聖地エルサレムをフリードリヒ2世に譲渡することで和睦した。フリードリヒ2世は、多くの犠牲者を出して争ったエルサレム奪回を無血で果たしたのである。これは現在においても高く評価されている。
だが、教皇はフリードリヒ2世のイタリア政策を嫌って、シチリア国民や彼の長男でドイツ王のハインリヒ7世を煽動して反乱を起こさせた。これに対しフリードリヒ2世はハインリヒ7世の造反を鎮圧し、さらにシチリアの反乱を鎮圧したが、今度はイタリア北部のロンバルディア同盟の抵抗に遭う。フリードリヒ2世は同盟軍とたびたび戦ってこれを破ったが、決定的な勝利を得ることなくして1250年、55歳で死去した。
フリードリヒ2世の死後、次男コンラート4世が後を継いだが、在位4年で死去した。幼い息子のコッラディーノや末弟のマンフレーディも教皇と争い、その支持を受けたシャルル・ダンジューによって滅ぼされた。さらに1272年にフリードリヒ2世の庶子エンツォが嗣子のないままボローニャで獄死したため、ホーエンシュタウフェン朝の男系は断絶し、神聖ローマ帝国は大空位時代を迎えることとなった。シチリア王国については、シャルルは1282年のシチリア晩祷戦争でシチリア島を失い、マンフレーディの娘コスタンツァと結婚していたアラゴン王ペドロ3世に奪われ、シチリア王国とナポリ王国に2分された。再統一は1504年までかかることになる。

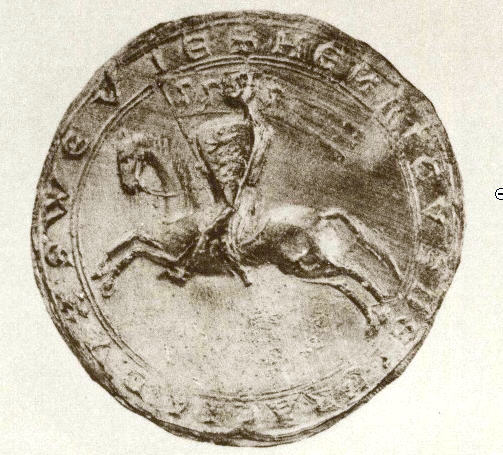
シュヴァーベン大公ハインリヒ2世の1216年の封緘。馬に跨った騎士姿で、盾と旗にはホーエンシュタウフェン朝の紋章として三頭の獅子が描かれている。三頭の獅子は、後にヴュルテンベルクの紋章として知られるようになった。

## 国内事情と政治
ホーエンシュタウフェン朝は6代109年の王朝であった。これは、歴代の王朝（リウドルフィング朝、ザーリアー朝、ズップリンブルク朝、ホーエンシュタウフェン朝）の中では最も長い。歴代皇帝には有能な人物が多かったが、イタリア政策を重視し、教皇と対立することが多かったため（教皇派と皇帝派の対立）、ホーエンシュタウフェン朝の基盤は脆弱であった。
フリードリヒ1世やフリードリヒ2世は国内安定化のため、常にドイツ諸侯に特権を大幅授与している。フリードリヒ1世は国王直属の官僚（ミニステリアーレ）を登用することで諸侯の力を抑えようとも図ったが、今度は逆に彼らを統御することができず、近代化においてドイツがイギリス・フランスに大きく遅れを成す一因となった。
ハインリヒ6世はイタリア政策に成功を収めたが、若すぎる死が王朝衰退と混乱を招くこととなった。
フリードリヒ2世の場合は、イタリア政策を重視するあまり本国から離れすぎたため、帝国の基盤が固まらなかった。しかしフリードリヒ2世は優秀で、エルサレムの無血奪還を果たし、エルサレム王としても即位している（ただし、このときの即位に対してはイスラム教徒（ムスリム）との交渉による産物として当時としては評価が低く、王位戴冠式には1人の騎士団長しか出席しなかったという寂しいものであった）。また、シチリア王国にローマ法に基づく国家法典を制定し、ナポリ大学を建設するなど、シチリア・南イタリアの発展に尽力した。
しかし、フリードリヒ2世がドイツの政治を顧みなかったため、いよいよ帝国の分裂・領邦化が進み、彼の時代のドイツ騎士団の東方進出により、プロイセン形成の基礎が作られたのである。
なお、フリードリヒ2世建造の統治のシンボルとも言われる豪壮なカステル・デル・モンテ（南イタリアのアプリアに現存）は、シュタウフェン家の城として最も有名なものであり、フランクフルトの東40㎞に位置するゲルンハウゼンの城は、シュタウフェン家がドイツに建造した最も素晴らしい王宮と呼ばれている。

## 参考文献

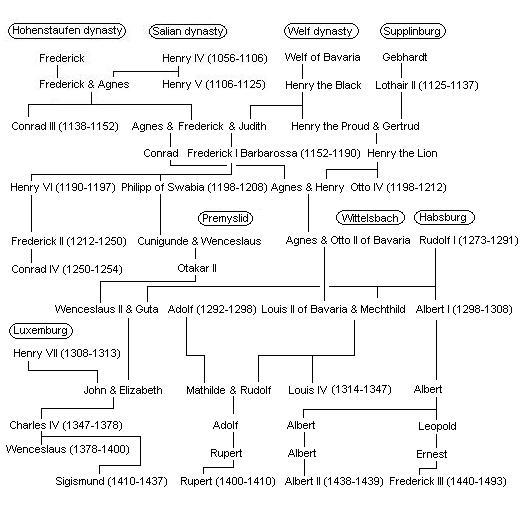
ホーエンシュタウフェン朝の皇帝および関連する朝廷の家系図

## 歴代皇帝
- コンラート3世（在位：1138年 - 1152年）
- フリードリヒ1世（在位：1152年、1155年 - 1190年）
- ハインリヒ6世（在位：1190年 - 1197年）
- フィリップ（在位：1198年 - 1208年）
- フリードリヒ2世（在位：1215年 - 1250年）
  - ハインリヒ7世（ドイツ王、1216年 - 1235年）
- コンラート4世（在位：1250年 - 1254年）

## シチリア国王
- エンリーコ（在位：1194年 - 1197年、神聖ローマ皇帝ハインリヒ6世と同一人物）
- コスタンツァ（在位：1194年 - 1198年、オートヴィル家王女、エンリーコと共同統治）
- フェデリーコ2世（在位：1198年 - 1250年、神聖ローマ皇帝フリードリヒ2世と同一人物）
- コッラード（在位：1250年 - 1254年、神聖ローマ皇帝コンラート4世と同一人物）
- コッラディーノ（在位：1254年 - 1258年・1266年）
- マンフレーディ（在位：1258年 - 1266年）

## 系図
|                                                        |                                                        |                                                        |                                                        |                                                        |                                                        | フリードリヒ リースガウ伯                  | フリードリヒ リースガウ伯                  | フリードリヒ リースガウ伯                  | フリードリヒ リースガウ伯                  | フリードリヒ リースガウ伯                                             | フリードリヒ リースガウ伯                                             |                                                                       |                                                                       | ヒルデガルト （エギスハイム＝ダグスブルク伯ゲルハルト1世娘）          | ヒルデガルト （エギスハイム＝ダグスブルク伯ゲルハルト1世娘）          | ヒルデガルト （エギスハイム＝ダグスブルク伯ゲルハルト1世娘） | ヒルデガルト （エギスハイム＝ダグスブルク伯ゲルハルト1世娘） | ヒルデガルト （エギスハイム＝ダグスブルク伯ゲルハルト1世娘） | ヒルデガルト （エギスハイム＝ダグスブルク伯ゲルハルト1世娘） |                                 |                                 |                                 |                                 |                                                  |                                                  | ザーリアー朝                                     | ザーリアー朝                                     | ザーリアー朝                                     | ザーリアー朝                                     | ザーリアー朝                                    | ザーリアー朝                                    |                                                 |                                                 |                           |                           |                           |                           |               |               |                                         |                                         |                                         |                                         |                                                |                                                |                                                |                                                |                                                |                                                |                                       |                                       |                                        |                                        |                                        |                                        |                                            |                                            |                                            |                                            |                                            |                                            |                          |                          |                          |                          |            |            |                        |                        |                        |                        |                            |                            |                            |                            |                            |                            |  |  |              |              |              |              |                                   |                                   |                                   |                                   |                                   |                                   |                                  |                                  |                                  |                                  |  |  |
|                                                        |                                                        |                                                        |                                                        |                                                        |                                                        | フリードリヒ リースガウ伯                  | フリードリヒ リースガウ伯                  | フリードリヒ リースガウ伯                  | フリードリヒ リースガウ伯                  | フリードリヒ リースガウ伯                                             | フリードリヒ リースガウ伯                                             |                                                                       |                                                                       | ヒルデガルト （エギスハイム＝ダグスブルク伯ゲルハルト1世娘）          | ヒルデガルト （エギスハイム＝ダグスブルク伯ゲルハルト1世娘）          | ヒルデガルト （エギスハイム＝ダグスブルク伯ゲルハルト1世娘） | ヒルデガルト （エギスハイム＝ダグスブルク伯ゲルハルト1世娘） | ヒルデガルト （エギスハイム＝ダグスブルク伯ゲルハルト1世娘） | ヒルデガルト （エギスハイム＝ダグスブルク伯ゲルハルト1世娘） |                                 |                                 |                                 |                                 |                                                  |                                                  | ザーリアー朝                                     | ザーリアー朝                                     | ザーリアー朝                                     | ザーリアー朝                                     | ザーリアー朝                                    | ザーリアー朝                                    |                                                 |                                                 |                           |                           |                           |                           |               |               |                                         |                                         |                                         |                                         |                                                |                                                |                                                |                                                |                                                |                                                |                                       |                                       |                                        |                                        |                                        |                                        |                                            |                                            |                                            |                                            |                                            |                                            |                          |                          |                          |                          |            |            |                        |                        |                        |                        |                            |                            |                            |                            |                            |                            |  |  |              |              |              |              |                                   |                                   |                                   |                                   |                                   |                                   |                                  |                                  |                                  |                                  |  |  |
|                                                        |                                                        |                                                        |                                                        |                                                        |                                                        |                                            |                                            |                                            |                                            |                                                                       |                                                                       |                                                                       |                                                                       |                                                                       |                                                                       |                                                              |                                                              |                                                              |                                                              |                                 |                                 |                                 |                                 |                                                  |                                                  |                                                  |                                                  |                                                  |                                                  |                                                 |                                                 |                                                 |                                                 |                           |                           |                           |                           |               |               |                                         |                                         |                                         |                                         |                                                |                                                |                                                |                                                |                                                |                                                |                                       |                                       |                                        |                                        |                                        |                                        |                                            |                                            |                                            |                                            |                                            |                                            |                          |                          |                          |                          |            |            |                        |                        |                        |                        |                            |                            |                            |                            |                            |                            |  |  |              |              |              |              |                                   |                                   |                                   |                                   |                                   |                                   |                                  |                                  |                                  |                                  |  |  |
|                                                        |                                                        |                                                        |                                                        |                                                        |                                                        |                                            |                                            |                                            |                                            |                                                                       |                                                                       |                                                                       |                                                                       |                                                                       |                                                                       |                                                              |                                                              |                                                              |                                                              |                                 |                                 |                                 |                                 |                                                  |                                                  |                                                  |                                                  |                                                  |                                                  |                                                 |                                                 |                                                 |                                                 |                           |                           |                           |                           |               |               |                                         |                                         |                                         |                                         |                                                |                                                |                                                |                                                |                                                |                                                |                                       |                                       |                                        |                                        |                                        |                                        |                                            |                                            |                                            |                                            |                                            |                                            |                          |                          |                          |                          |            |            |                        |                        |                        |                        |                            |                            |                            |                            |                            |                            |  |  |              |              |              |              |                                   |                                   |                                   |                                   |                                   |                                   |                                  |                                  |                                  |                                  |  |  |
|                                                        |                                                        |                                                        |                                                        |                                                        |                                                        |                                            |                                            |                                            |                                            | フリードリヒ1世 （1089年、刺客を送りアルザスの教皇派ユーグ7世を暗殺） | フリードリヒ1世 （1089年、刺客を送りアルザスの教皇派ユーグ7世を暗殺） | フリードリヒ1世 （1089年、刺客を送りアルザスの教皇派ユーグ7世を暗殺） | フリードリヒ1世 （1089年、刺客を送りアルザスの教皇派ユーグ7世を暗殺） | フリードリヒ1世 （1089年、刺客を送りアルザスの教皇派ユーグ7世を暗殺） | フリードリヒ1世 （1089年、刺客を送りアルザスの教皇派ユーグ7世を暗殺） |                                                              |                                                              |                                                              |                                                              |                                 |                                 | アグネス                        | アグネス                        | アグネス                                         | アグネス                                         | アグネス                                         | アグネス                                         |                                                  |                                                  | ハインリヒ5世                                   | ハインリヒ5世                                   | ハインリヒ5世                                   | ハインリヒ5世                                   | ハインリヒ5世             | ハインリヒ5世             |                           |                           |               |               |                                         |                                         |                                         |                                         |                                                |                                                |                                                |                                                |                                                |                                                |                                       |                                       |                                        |                                        |                                        |                                        |                                            |                                            |                                            |                                            |                                            |                                            |                          |                          |                          |                          |            |            |                        |                        |                        |                        |                            |                            |                            |                            |                            |                            |  |  |              |              |              |              |                                   |                                   |                                   |                                   |                                   |                                   |                                  |                                  |                                  |                                  |  |  |
|                                                        |                                                        |                                                        |                                                        |                                                        |                                                        |                                            |                                            |                                            |                                            | フリードリヒ1世 （1089年、刺客を送りアルザスの教皇派ユーグ7世を暗殺） | フリードリヒ1世 （1089年、刺客を送りアルザスの教皇派ユーグ7世を暗殺） | フリードリヒ1世 （1089年、刺客を送りアルザスの教皇派ユーグ7世を暗殺） | フリードリヒ1世 （1089年、刺客を送りアルザスの教皇派ユーグ7世を暗殺） | フリードリヒ1世 （1089年、刺客を送りアルザスの教皇派ユーグ7世を暗殺） | フリードリヒ1世 （1089年、刺客を送りアルザスの教皇派ユーグ7世を暗殺） |                                                              |                                                              |                                                              |                                                              |                                 |                                 | アグネス                        | アグネス                        | アグネス                                         | アグネス                                         | アグネス                                         | アグネス                                         |                                                  |                                                  | ハインリヒ5世                                   | ハインリヒ5世                                   | ハインリヒ5世                                   | ハインリヒ5世                                   | ハインリヒ5世             | ハインリヒ5世             |                           |                           |               |               |                                         |                                         |                                         |                                         |                                                |                                                |                                                |                                                |                                                |                                                |                                       |                                       |                                        |                                        |                                        |                                        |                                            |                                            |                                            |                                            |                                            |                                            |                          |                          |                          |                          |            |            |                        |                        |                        |                        |                            |                            |                            |                            |                            |                            |  |  |              |              |              |              |                                   |                                   |                                   |                                   |                                   |                                   |                                  |                                  |                                  |                                  |  |  |
|                                                        |                                                        |                                                        |                                                        |                                                        |                                                        |                                            |                                            |                                            |                                            |                                                                       |                                                                       |                                                                       |                                                                       |                                                                       |                                                                       |                                                              |                                                              |                                                              |                                                              |                                 |                                 |                                 |                                 |                                                  |                                                  |                                                  |                                                  |                                                  |                                                  |                                                 |                                                 |                                                 |                                                 |                           |                           |                           |                           |               |               |                                         |                                         |                                         |                                         |                                                |                                                |                                                |                                                |                                                |                                                |                                       |                                       |                                        |                                        |                                        |                                        |                                            |                                            |                                            |                                            |                                            |                                            |                          |                          |                          |                          |            |            |                        |                        |                        |                        |                            |                            |                            |                            |                            |                            |  |  |              |              |              |              |                                   |                                   |                                   |                                   |                                   |                                   |                                  |                                  |                                  |                                  |  |  |
|                                                        |                                                        |                                                        |                                                        |                                                        |                                                        |                                            |                                            |                                            |                                            |                                                                       |                                                                       |                                                                       |                                                                       |                                                                       |                                                                       |                                                              |                                                              |                                                              |                                                              |                                 |                                 |                                 |                                 |                                                  |                                                  |                                                  |                                                  |                                                  |                                                  |                                                 |                                                 |                                                 |                                                 |                           |                           |                           |                           |               |               |                                         |                                         |                                         |                                         |                                                |                                                |                                                |                                                |                                                |                                                |                                       |                                       |                                        |                                        |                                        |                                        |                                            |                                            |                                            |                                            |                                            |                                            |                          |                          |                          |                          |            |            |                        |                        |                        |                        |                            |                            |                            |                            |                            |                            |  |  |              |              |              |              |                                   |                                   |                                   |                                   |                                   |                                   |                                  |                                  |                                  |                                  |  |  |
|                                                        |                                                        |                                                        |                                                        | ユーディト （バイエルン公ハインリヒ9世娘）             | ユーディト （バイエルン公ハインリヒ9世娘）             | ユーディト （バイエルン公ハインリヒ9世娘） | ユーディト （バイエルン公ハインリヒ9世娘） | ユーディト （バイエルン公ハインリヒ9世娘） | ユーディト （バイエルン公ハインリヒ9世娘） |                                                                       |                                                                       |                                                                       |                                                                       |                                                                       |                                                                       | フリードリヒ2世                                              | フリードリヒ2世                                              | フリードリヒ2世                                              | フリードリヒ2世                                              | フリードリヒ2世                 | フリードリヒ2世                 |                                 |                                 |                                                  |                                                  |                                                  |                                                  | アグネス （ザールブリュッケン伯フリードリヒ娘）  | アグネス （ザールブリュッケン伯フリードリヒ娘）  | アグネス （ザールブリュッケン伯フリードリヒ娘） | アグネス （ザールブリュッケン伯フリードリヒ娘） | アグネス （ザールブリュッケン伯フリードリヒ娘） | アグネス （ザールブリュッケン伯フリードリヒ娘） |                           |                           | コンラート3世             | コンラート3世             | コンラート3世 | コンラート3世 | コンラート3世                           | コンラート3世                           |                                         |                                         | ゲルトルート （ズルツバッハ伯ベレンガル2世娘） | ゲルトルート （ズルツバッハ伯ベレンガル2世娘） | ゲルトルート （ズルツバッハ伯ベレンガル2世娘） | ゲルトルート （ズルツバッハ伯ベレンガル2世娘） | ゲルトルート （ズルツバッハ伯ベレンガル2世娘） | ゲルトルート （ズルツバッハ伯ベレンガル2世娘） |                                       |                                       | ゲルトルート                           | ゲルトルート                           | ゲルトルート                           | ゲルトルート                           | ゲルトルート                               | ゲルトルート                               |                                            |                                            | ヘルマン3世 ライン宮中伯                   | ヘルマン3世 ライン宮中伯                   | ヘルマン3世 ライン宮中伯 | ヘルマン3世 ライン宮中伯 | ヘルマン3世 ライン宮中伯 | ヘルマン3世 ライン宮中伯 |            |            |                        |                        |                        |                        |                            |                            |                            |                            |                            |                            |  |  |              |              |              |              |                                   |                                   |                                   |                                   |                                   |                                   |                                  |                                  |                                  |                                  |  |  |
|                                                        |                                                        |                                                        |                                                        | ユーディト （バイエルン公ハインリヒ9世娘）             | ユーディト （バイエルン公ハインリヒ9世娘）             | ユーディト （バイエルン公ハインリヒ9世娘） | ユーディト （バイエルン公ハインリヒ9世娘） | ユーディト （バイエルン公ハインリヒ9世娘） | ユーディト （バイエルン公ハインリヒ9世娘） |                                                                       |                                                                       |                                                                       |                                                                       |                                                                       |                                                                       | フリードリヒ2世                                              | フリードリヒ2世                                              | フリードリヒ2世                                              | フリードリヒ2世                                              | フリードリヒ2世                 | フリードリヒ2世                 |                                 |                                 |                                                  |                                                  |                                                  |                                                  | アグネス （ザールブリュッケン伯フリードリヒ娘）  | アグネス （ザールブリュッケン伯フリードリヒ娘）  | アグネス （ザールブリュッケン伯フリードリヒ娘） | アグネス （ザールブリュッケン伯フリードリヒ娘） | アグネス （ザールブリュッケン伯フリードリヒ娘） | アグネス （ザールブリュッケン伯フリードリヒ娘） |                           |                           | コンラート3世             | コンラート3世             | コンラート3世 | コンラート3世 | コンラート3世                           | コンラート3世                           |                                         |                                         | ゲルトルート （ズルツバッハ伯ベレンガル2世娘） | ゲルトルート （ズルツバッハ伯ベレンガル2世娘） | ゲルトルート （ズルツバッハ伯ベレンガル2世娘） | ゲルトルート （ズルツバッハ伯ベレンガル2世娘） | ゲルトルート （ズルツバッハ伯ベレンガル2世娘） | ゲルトルート （ズルツバッハ伯ベレンガル2世娘） |                                       |                                       | ゲルトルート                           | ゲルトルート                           | ゲルトルート                           | ゲルトルート                           | ゲルトルート                               | ゲルトルート                               |                                            |                                            | ヘルマン3世 ライン宮中伯                   | ヘルマン3世 ライン宮中伯                   | ヘルマン3世 ライン宮中伯 | ヘルマン3世 ライン宮中伯 | ヘルマン3世 ライン宮中伯 | ヘルマン3世 ライン宮中伯 |            |            |                        |                        |                        |                        |                            |                            |                            |                            |                            |                            |  |  |              |              |              |              |                                   |                                   |                                   |                                   |                                   |                                   |                                  |                                  |                                  |                                  |  |  |
|                                                        |                                                        |                                                        |                                                        |                                                        |                                                        |                                            |                                            |                                            |                                            |                                                                       |                                                                       |                                                                       |                                                                       |                                                                       |                                                                       |                                                              |                                                              |                                                              |                                                              |                                 |                                 |                                 |                                 |                                                  |                                                  |                                                  |                                                  |                                                  |                                                  |                                                 |                                                 |                                                 |                                                 |                           |                           |                           |                           |               |               |                                         |                                         |                                         |                                         |                                                |                                                |                                                |                                                |                                                |                                                |                                       |                                       |                                        |                                        |                                        |                                        |                                            |                                            |                                            |                                            |                                            |                                            |                          |                          |                          |                          |            |            |                        |                        |                        |                        |                            |                            |                            |                            |                            |                            |  |  |              |              |              |              |                                   |                                   |                                   |                                   |                                   |                                   |                                  |                                  |                                  |                                  |  |  |
|                                                        |                                                        |                                                        |                                                        |                                                        |                                                        |                                            |                                            |                                            |                                            |                                                                       |                                                                       |                                                                       |                                                                       |                                                                       |                                                                       |                                                              |                                                              |                                                              |                                                              |                                 |                                 |                                 |                                 |                                                  |                                                  |                                                  |                                                  |                                                  |                                                  |                                                 |                                                 |                                                 |                                                 |                           |                           |                           |                           |               |               |                                         |                                         |                                         |                                         |                                                |                                                |                                                |                                                |                                                |                                                |                                       |                                       |                                        |                                        |                                        |                                        |                                            |                                            |                                            |                                            |                                            |                                            |                          |                          |                          |                          |            |            |                        |                        |                        |                        |                            |                            |                            |                            |                            |                            |  |  |              |              |              |              |                                   |                                   |                                   |                                   |                                   |                                   |                                  |                                  |                                  |                                  |  |  |
| アーデルハイト （フォーブルク辺境伯ディーポルト3世娘） | アーデルハイト （フォーブルク辺境伯ディーポルト3世娘） | アーデルハイト （フォーブルク辺境伯ディーポルト3世娘） | アーデルハイト （フォーブルク辺境伯ディーポルト3世娘） | アーデルハイト （フォーブルク辺境伯ディーポルト3世娘） | アーデルハイト （フォーブルク辺境伯ディーポルト3世娘） |                                            |                                            | フリードリヒ1世                            | フリードリヒ1世                            | フリードリヒ1世                                                       | フリードリヒ1世                                                       | フリードリヒ1世                                                       | フリードリヒ1世                                                       |                                                                       |                                                                       | ベアトリス ブルゴーニュ女伯                                  | ベアトリス ブルゴーニュ女伯                                  | ベアトリス ブルゴーニュ女伯                                  | ベアトリス ブルゴーニュ女伯                                  | ベアトリス ブルゴーニュ女伯     | ベアトリス ブルゴーニュ女伯     |                                 |                                 | コンラート ライン宮中伯                          | コンラート ライン宮中伯                          | コンラート ライン宮中伯                          | コンラート ライン宮中伯                          | コンラート ライン宮中伯                          | コンラート ライン宮中伯                          |                                                 |                                                 |                                                 |                                                 |                           |                           | ハインリヒ                | ハインリヒ                | ハインリヒ    | ハインリヒ    | ハインリヒ                              | ハインリヒ                              |                                         |                                         | フリードリヒ4世                                | フリードリヒ4世                                | フリードリヒ4世                                | フリードリヒ4世                                | フリードリヒ4世                                | フリードリヒ4世                                |                                       |                                       |                                        |                                        |                                        |                                        |                                            |                                            |                                            |                                            |                                            |                                            |                          |                          |                          |                          |            |            |                        |                        |                        |                        |                            |                            |                            |                            |                            |                            |  |  |              |              |              |              |                                   |                                   |                                   |                                   |                                   |                                   |                                  |                                  |                                  |                                  |  |  |
| アーデルハイト （フォーブルク辺境伯ディーポルト3世娘） | アーデルハイト （フォーブルク辺境伯ディーポルト3世娘） | アーデルハイト （フォーブルク辺境伯ディーポルト3世娘） | アーデルハイト （フォーブルク辺境伯ディーポルト3世娘） | アーデルハイト （フォーブルク辺境伯ディーポルト3世娘） | アーデルハイト （フォーブルク辺境伯ディーポルト3世娘） |                                            |                                            | フリードリヒ1世                            | フリードリヒ1世                            | フリードリヒ1世                                                       | フリードリヒ1世                                                       | フリードリヒ1世                                                       | フリードリヒ1世                                                       |                                                                       |                                                                       | ベアトリス ブルゴーニュ女伯                                  | ベアトリス ブルゴーニュ女伯                                  | ベアトリス ブルゴーニュ女伯                                  | ベアトリス ブルゴーニュ女伯                                  | ベアトリス ブルゴーニュ女伯     | ベアトリス ブルゴーニュ女伯     |                                 |                                 | コンラート ライン宮中伯                          | コンラート ライン宮中伯                          | コンラート ライン宮中伯                          | コンラート ライン宮中伯                          | コンラート ライン宮中伯                          | コンラート ライン宮中伯                          |                                                 |                                                 |                                                 |                                                 |                           |                           | ハインリヒ                | ハインリヒ                | ハインリヒ    | ハインリヒ    | ハインリヒ                              | ハインリヒ                              |                                         |                                         | フリードリヒ4世                                | フリードリヒ4世                                | フリードリヒ4世                                | フリードリヒ4世                                | フリードリヒ4世                                | フリードリヒ4世                                |                                       |                                       |                                        |                                        |                                        |                                        |                                            |                                            |                                            |                                            |                                            |                                            |                          |                          |                          |                          |            |            |                        |                        |                        |                        |                            |                            |                            |                            |                            |                            |  |  |              |              |              |              |                                   |                                   |                                   |                                   |                                   |                                   |                                  |                                  |                                  |                                  |  |  |
|                                                        |                                                        |                                                        |                                                        |                                                        |                                                        |                                            |                                            |                                            |                                            |                                                                       |                                                                       |                                                                       |                                                                       |                                                                       |                                                                       |                                                              |                                                              |                                                              |                                                              |                                 |                                 |                                 |                                 |                                                  |                                                  |                                                  |                                                  |                                                  |                                                  |                                                 |                                                 |                                                 |                                                 |                           |                           |                           |                           |               |               |                                         |                                         |                                         |                                         |                                                |                                                |                                                |                                                |                                                |                                                |                                       |                                       |                                        |                                        |                                        |                                        |                                            |                                            |                                            |                                            |                                            |                                            |                          |                          |                          |                          |            |            |                        |                        |                        |                        |                            |                            |                            |                            |                            |                            |  |  |              |              |              |              |                                   |                                   |                                   |                                   |                                   |                                   |                                  |                                  |                                  |                                  |  |  |
|                                                        |                                                        |                                                        |                                                        |                                                        |                                                        |                                            |                                            |                                            |                                            |                                                                       |                                                                       |                                                                       |                                                                       |                                                                       |                                                                       |                                                              |                                                              |                                                              |                                                              |                                 |                                 |                                 |                                 |                                                  |                                                  |                                                  |                                                  |                                                  |                                                  |                                                 |                                                 |                                                 |                                                 |                           |                           |                           |                           |               |               |                                         |                                         |                                         |                                         |                                                |                                                |                                                |                                                |                                                |                                                |                                       |                                       |                                        |                                        |                                        |                                        |                                            |                                            |                                            |                                            |                                            |                                            |                          |                          |                          |                          |            |            |                        |                        |                        |                        |                            |                            |                            |                            |                            |                            |  |  |              |              |              |              |                                   |                                   |                                   |                                   |                                   |                                   |                                  |                                  |                                  |                                  |  |  |
| フリードリヒ5世                                        | フリードリヒ5世                                        | フリードリヒ5世                                        | フリードリヒ5世                                        | フリードリヒ5世                                        | フリードリヒ5世                                        |                                            |                                            | ハインリヒ6世                              | ハインリヒ6世                              | ハインリヒ6世                                                         | ハインリヒ6世                                                         | ハインリヒ6世                                                         | ハインリヒ6世                                                         |                                                                       |                                                                       | コンスタンツァ シチリア女王                                  | コンスタンツァ シチリア女王                                  | コンスタンツァ シチリア女王                                  | コンスタンツァ シチリア女王                                  | コンスタンツァ シチリア女王     | コンスタンツァ シチリア女王     |                                 |                                 | フリードリヒ6世                                  | フリードリヒ6世                                  | フリードリヒ6世                                  | フリードリヒ6世                                  | フリードリヒ6世                                  | フリードリヒ6世                                  |                                                 |                                                 | オットー ブルゴーニュ伯                         | オットー ブルゴーニュ伯                         | オットー ブルゴーニュ伯   | オットー ブルゴーニュ伯   | オットー ブルゴーニュ伯   | オットー ブルゴーニュ伯   |               |               | コンラート2世                           | コンラート2世                           | コンラート2世                           | コンラート2世                           | コンラート2世                                  | コンラート2世                                  |                                                |                                                | フィリップ                                     | フィリップ                                     | フィリップ                            | フィリップ                            | フィリップ                             | フィリップ                             |                                        |                                        | イレーネー                                 | イレーネー                                 | イレーネー                                 | イレーネー                                 | イレーネー                                 | イレーネー                                 |                          |                          |                          |                          |            |            |                        |                        |                        |                        |                            |                            |                            |                            |                            |                            |  |  |              |              |              |              |                                   |                                   |                                   |                                   |                                   |                                   |                                  |                                  |                                  |                                  |  |  |
| フリードリヒ5世                                        | フリードリヒ5世                                        | フリードリヒ5世                                        | フリードリヒ5世                                        | フリードリヒ5世                                        | フリードリヒ5世                                        |                                            |                                            | ハインリヒ6世                              | ハインリヒ6世                              | ハインリヒ6世                                                         | ハインリヒ6世                                                         | ハインリヒ6世                                                         | ハインリヒ6世                                                         |                                                                       |                                                                       | コンスタンツァ シチリア女王                                  | コンスタンツァ シチリア女王                                  | コンスタンツァ シチリア女王                                  | コンスタンツァ シチリア女王                                  | コンスタンツァ シチリア女王     | コンスタンツァ シチリア女王     |                                 |                                 | フリードリヒ6世                                  | フリードリヒ6世                                  | フリードリヒ6世                                  | フリードリヒ6世                                  | フリードリヒ6世                                  | フリードリヒ6世                                  |                                                 |                                                 | オットー ブルゴーニュ伯                         | オットー ブルゴーニュ伯                         | オットー ブルゴーニュ伯   | オットー ブルゴーニュ伯   | オットー ブルゴーニュ伯   | オットー ブルゴーニュ伯   |               |               | コンラート2世                           | コンラート2世                           | コンラート2世                           | コンラート2世                           | コンラート2世                                  | コンラート2世                                  |                                                |                                                | フィリップ                                     | フィリップ                                     | フィリップ                            | フィリップ                            | フィリップ                             | フィリップ                             |                                        |                                        | イレーネー                                 | イレーネー                                 | イレーネー                                 | イレーネー                                 | イレーネー                                 | イレーネー                                 |                          |                          |                          |                          |            |            |                        |                        |                        |                        |                            |                            |                            |                            |                            |                            |  |  |              |              |              |              |                                   |                                   |                                   |                                   |                                   |                                   |                                  |                                  |                                  |                                  |  |  |
|                                                        |                                                        |                                                        |                                                        |                                                        |                                                        |                                            |                                            |                                            |                                            |                                                                       |                                                                       |                                                                       |                                                                       |                                                                       |                                                                       |                                                              |                                                              |                                                              |                                                              |                                 |                                 |                                 |                                 |                                                  |                                                  |                                                  |                                                  |                                                  |                                                  |                                                 |                                                 |                                                 |                                                 |                           |                           |                           |                           |               |               |                                         |                                         |                                         |                                         |                                                |                                                |                                                |                                                |                                                |                                                |                                       |                                       |                                        |                                        |                                        |                                        |                                            |                                            |                                            |                                            |                                            |                                            |                          |                          |                          |                          |            |            |                        |                        |                        |                        |                            |                            |                            |                            |                            |                            |  |  |              |              |              |              |                                   |                                   |                                   |                                   |                                   |                                   |                                  |                                  |                                  |                                  |  |  |
|                                                        |                                                        |                                                        |                                                        |                                                        |                                                        |                                            |                                            |                                            |                                            |                                                                       |                                                                       |                                                                       |                                                                       |                                                                       |                                                                       |                                                              |                                                              |                                                              |                                                              |                                 |                                 |                                 |                                 |                                                  |                                                  |                                                  |                                                  |                                                  |                                                  |                                                 |                                                 |                                                 |                                                 |                           |                           |                           |                           |               |               |                                         |                                         |                                         |                                         |                                                |                                                |                                                |                                                |                                                |                                                |                                       |                                       |                                        |                                        |                                        |                                        |                                            |                                            |                                            |                                            |                                            |                                            |                          |                          |                          |                          |            |            |                        |                        |                        |                        |                            |                            |                            |                            |                            |                            |  |  |              |              |              |              |                                   |                                   |                                   |                                   |                                   |                                   |                                  |                                  |                                  |                                  |  |  |
| コンスタンサ                                           | コンスタンサ                                           | コンスタンサ                                           | コンスタンサ                                           | コンスタンサ                                           | コンスタンサ                                           |                                            |                                            |                                            |                                            |                                                                       |                                                                       | フリードリヒ2世 シチリア王                                            | フリードリヒ2世 シチリア王                                            | フリードリヒ2世 シチリア王                                            | フリードリヒ2世 シチリア王                                            | フリードリヒ2世 シチリア王                                   | フリードリヒ2世 シチリア王                                   |                                                              |                                                              |                                 |                                 |                                 |                                 |                                                  |                                                  |                                                  |                                                  |                                                  |                                                  |                                                 |                                                 |                                                 |                                                 |                           |                           |                           |                           |               |               | イザベル2世 （ヨランド） エルサレム女王 | イザベル2世 （ヨランド） エルサレム女王 | イザベル2世 （ヨランド） エルサレム女王 | イザベル2世 （ヨランド） エルサレム女王 | イザベル2世 （ヨランド） エルサレム女王        | イザベル2世 （ヨランド） エルサレム女王        |                                                |                                                | ベアトリクス                                   | ベアトリクス                                   | ベアトリクス                          | ベアトリクス                          | ベアトリクス                           | ベアトリクス                           |                                        |                                        | オットー4世                                | オットー4世                                | オットー4世                                | オットー4世                                | オットー4世                                | オットー4世                                |                          |                          | クニグンデ               | クニグンデ               | クニグンデ | クニグンデ | クニグンデ             | クニグンデ             |                        |                        | ヴァーツラフ1世 ボヘミア王 | ヴァーツラフ1世 ボヘミア王 | ヴァーツラフ1世 ボヘミア王 | ヴァーツラフ1世 ボヘミア王 | ヴァーツラフ1世 ボヘミア王 | ヴァーツラフ1世 ボヘミア王 |  |  | エリーザベト | エリーザベト | エリーザベト | エリーザベト | エリーザベト                      | エリーザベト                      |                                   |                                   | フェルナンド3世 カスティーリャ王  | フェルナンド3世 カスティーリャ王  | フェルナンド3世 カスティーリャ王 | フェルナンド3世 カスティーリャ王 | フェルナンド3世 カスティーリャ王 | フェルナンド3世 カスティーリャ王 |  |  |
| コンスタンサ                                           | コンスタンサ                                           | コンスタンサ                                           | コンスタンサ                                           | コンスタンサ                                           | コンスタンサ                                           |                                            |                                            |                                            |                                            |                                                                       |                                                                       | フリードリヒ2世 シチリア王                                            | フリードリヒ2世 シチリア王                                            | フリードリヒ2世 シチリア王                                            | フリードリヒ2世 シチリア王                                            | フリードリヒ2世 シチリア王                                   | フリードリヒ2世 シチリア王                                   |                                                              |                                                              |                                 |                                 |                                 |                                 |                                                  |                                                  |                                                  |                                                  |                                                  |                                                  |                                                 |                                                 |                                                 |                                                 |                           |                           |                           |                           |               |               | イザベル2世 （ヨランド） エルサレム女王 | イザベル2世 （ヨランド） エルサレム女王 | イザベル2世 （ヨランド） エルサレム女王 | イザベル2世 （ヨランド） エルサレム女王 | イザベル2世 （ヨランド） エルサレム女王        | イザベル2世 （ヨランド） エルサレム女王        |                                                |                                                | ベアトリクス                                   | ベアトリクス                                   | ベアトリクス                          | ベアトリクス                          | ベアトリクス                           | ベアトリクス                           |                                        |                                        | オットー4世                                | オットー4世                                | オットー4世                                | オットー4世                                | オットー4世                                | オットー4世                                |                          |                          | クニグンデ               | クニグンデ               | クニグンデ | クニグンデ | クニグンデ             | クニグンデ             |                        |                        | ヴァーツラフ1世 ボヘミア王 | ヴァーツラフ1世 ボヘミア王 | ヴァーツラフ1世 ボヘミア王 | ヴァーツラフ1世 ボヘミア王 | ヴァーツラフ1世 ボヘミア王 | ヴァーツラフ1世 ボヘミア王 |  |  | エリーザベト | エリーザベト | エリーザベト | エリーザベト | エリーザベト                      | エリーザベト                      |                                   |                                   | フェルナンド3世 カスティーリャ王  | フェルナンド3世 カスティーリャ王  | フェルナンド3世 カスティーリャ王 | フェルナンド3世 カスティーリャ王 | フェルナンド3世 カスティーリャ王 | フェルナンド3世 カスティーリャ王 |  |  |
|                                                        |                                                        |                                                        |                                                        |                                                        |                                                        |                                            |                                            |                                            |                                            |                                                                       |                                                                       |                                                                       |                                                                       |                                                                       |                                                                       |                                                              |                                                              |                                                              |                                                              |                                 |                                 |                                 |                                 |                                                  |                                                  |                                                  |                                                  |                                                  |                                                  |                                                 |                                                 |                                                 |                                                 |                           |                           |                           |                           |               |               |                                         |                                         |                                         |                                         |                                                |                                                |                                                |                                                |                                                |                                                |                                       |                                       |                                        |                                        |                                        |                                        |                                            |                                            |                                            |                                            |                                            |                                            |                          |                          |                          |                          |            |            |                        |                        |                        |                        |                            |                            |                            |                            |                            |                            |  |  |              |              |              |              |                                   |                                   |                                   |                                   |                                   |                                   |                                  |                                  |                                  |                                  |  |  |
|                                                        |                                                        |                                                        |                                                        |                                                        |                                                        |                                            |                                            |                                            |                                            |                                                                       |                                                                       |                                                                       |                                                                       |                                                                       |                                                                       |                                                              |                                                              |                                                              |                                                              |                                 |                                 |                                 |                                 |                                                  |                                                  |                                                  |                                                  |                                                  |                                                  |                                                 |                                                 |                                                 |                                                 |                           |                           |                           |                           |               |               |                                         |                                         |                                         |                                         |                                                |                                                |                                                |                                                |                                                |                                                |                                       |                                       |                                        |                                        |                                        |                                        |                                            |                                            |                                            |                                            |                                            |                                            |                          |                          |                          |                          |            |            |                        |                        |                        |                        |                            |                            |                            |                            |                            |                            |  |  |              |              |              |              |                                   |                                   |                                   |                                   |                                   |                                   |                                  |                                  |                                  |                                  |  |  |
| ハインリヒ7世                                          | ハインリヒ7世                                          | ハインリヒ7世                                          | ハインリヒ7世                                          | ハインリヒ7世                                          | ハインリヒ7世                                          |                                            |                                            | マルガレーテ                               | マルガレーテ                               | マルガレーテ                                                          | マルガレーテ                                                          | マルガレーテ                                                          | マルガレーテ                                                          |                                                                       |                                                                       | エンツォ サルデーニャ王                                      | エンツォ サルデーニャ王                                      | エンツォ サルデーニャ王                                      | エンツォ サルデーニャ王                                      | エンツォ サルデーニャ王         | エンツォ サルデーニャ王         |                                 |                                 | ベアトリーチェ （サヴォイア伯アメデーオ4世の娘） | ベアトリーチェ （サヴォイア伯アメデーオ4世の娘） | ベアトリーチェ （サヴォイア伯アメデーオ4世の娘） | ベアトリーチェ （サヴォイア伯アメデーオ4世の娘） | ベアトリーチェ （サヴォイア伯アメデーオ4世の娘） | ベアトリーチェ （サヴォイア伯アメデーオ4世の娘） |                                                 |                                                 | マンフレーディ シチリア王                       | マンフレーディ シチリア王                       | マンフレーディ シチリア王 | マンフレーディ シチリア王 | マンフレーディ シチリア王 | マンフレーディ シチリア王 |               |               | ヘレナ                                  | ヘレナ                                  | ヘレナ                                  | ヘレナ                                  | ヘレナ                                         | ヘレナ                                         |                                                |                                                | コンラート4世 シチリア王 エルサレム王          | コンラート4世 シチリア王 エルサレム王          | コンラート4世 シチリア王 エルサレム王 | コンラート4世 シチリア王 エルサレム王 | コンラート4世 シチリア王 エルサレム王  | コンラート4世 シチリア王 エルサレム王  |                                        |                                        | エリーザベト （バイエルン公オットー2世娘） | エリーザベト （バイエルン公オットー2世娘） | エリーザベト （バイエルン公オットー2世娘） | エリーザベト （バイエルン公オットー2世娘） | エリーザベト （バイエルン公オットー2世娘） | エリーザベト （バイエルン公オットー2世娘） |                          |                          |                          |                          |            |            | オタカル2世 ボヘミア王 | オタカル2世 ボヘミア王 | オタカル2世 ボヘミア王 | オタカル2世 ボヘミア王 | オタカル2世 ボヘミア王     | オタカル2世 ボヘミア王     |                            |                            |                            |                            |  |  |              |              |              |              | アルフォンソ10世 カスティーリャ王 | アルフォンソ10世 カスティーリャ王 | アルフォンソ10世 カスティーリャ王 | アルフォンソ10世 カスティーリャ王 | アルフォンソ10世 カスティーリャ王 | アルフォンソ10世 カスティーリャ王 |                                  |                                  |                                  |                                  |  |  |
| ハインリヒ7世                                          | ハインリヒ7世                                          | ハインリヒ7世                                          | ハインリヒ7世                                          | ハインリヒ7世                                          | ハインリヒ7世                                          |                                            |                                            | マルガレーテ                               | マルガレーテ                               | マルガレーテ                                                          | マルガレーテ                                                          | マルガレーテ                                                          | マルガレーテ                                                          |                                                                       |                                                                       | エンツォ サルデーニャ王                                      | エンツォ サルデーニャ王                                      | エンツォ サルデーニャ王                                      | エンツォ サルデーニャ王                                      | エンツォ サルデーニャ王         | エンツォ サルデーニャ王         |                                 |                                 |                                                  | ベアトリーチェ （サヴォイア伯アメデーオ4世の娘） | ベアトリーチェ （サヴォイア伯アメデーオ4世の娘） | ベアトリーチェ （サヴォイア伯アメデーオ4世の娘） | ベアトリーチェ （サヴォイア伯アメデーオ4世の娘） | ベアトリーチェ （サヴォイア伯アメデーオ4世の娘） |                                                 |                                                 | マンフレーディ シチリア王                       | マンフレーディ シチリア王                       | マンフレーディ シチリア王 | マンフレーディ シチリア王 | マンフレーディ シチリア王 | マンフレーディ シチリア王 |               |               | ヘレナ                                  | ヘレナ                                  | ヘレナ                                  | ヘレナ                                  | ヘレナ                                         | ヘレナ                                         |                                                |                                                | コンラート4世 シチリア王 エルサレム王          | コンラート4世 シチリア王 エルサレム王          | コンラート4世 シチリア王 エルサレム王 | コンラート4世 シチリア王 エルサレム王 | コンラート4世 シチリア王 エルサレム王  | コンラート4世 シチリア王 エルサレム王  |                                        |                                        | エリーザベト （バイエルン公オットー2世娘） | エリーザベト （バイエルン公オットー2世娘） | エリーザベト （バイエルン公オットー2世娘） | エリーザベト （バイエルン公オットー2世娘） | エリーザベト （バイエルン公オットー2世娘） | エリーザベト （バイエルン公オットー2世娘） |                          |                          |                          |                          |            |            | オタカル2世 ボヘミア王 | オタカル2世 ボヘミア王 | オタカル2世 ボヘミア王 | オタカル2世 ボヘミア王 | オタカル2世 ボヘミア王     | オタカル2世 ボヘミア王     |                            |                            |                            |                            |  |  |              |              |              |              | アルフォンソ10世 カスティーリャ王 | アルフォンソ10世 カスティーリャ王 | アルフォンソ10世 カスティーリャ王 | アルフォンソ10世 カスティーリャ王 | アルフォンソ10世 カスティーリャ王 | アルフォンソ10世 カスティーリャ王 |                                  |                                  |                                  |                                  |  |  |
|                                                        |                                                        |                                                        |                                                        |                                                        |                                                        |                                            |                                            |                                            |                                            |                                                                       |                                                                       |                                                                       |                                                                       |                                                                       |                                                                       |                                                              |                                                              |                                                              |                                                              |                                 |                                 |                                 |                                 |                                                  |                                                  |                                                  |                                                  |                                                  |                                                  |                                                 |                                                 |                                                 |                                                 |                           |                           |                           |                           |               |               |                                         |                                         |                                         |                                         |                                                |                                                |                                                |                                                |                                                |                                                |                                       |                                       |                                        |                                        |                                        |                                        |                                            |                                            |                                            |                                            |                                            |                                            |                          |                          |                          |                          |            |            |                        |                        |                        |                        |                            |                            |                            |                            |                            |                            |  |  |              |              |              |              |                                   |                                   |                                   |                                   |                                   |                                   |                                  |                                  |                                  |                                  |  |  |
|                                                        |                                                        |                                                        |                                                        |                                                        |                                                        |                                            |                                            |                                            |                                            |                                                                       |                                                                       |                                                                       |                                                                       |                                                                       |                                                                       |                                                              |                                                              |                                                              |                                                              |                                 |                                 |                                 |                                 |                                                  |                                                  |                                                  |                                                  |                                                  |                                                  |                                                 |                                                 |                                                 |                                                 |                           |                           |                           |                           |               |               |                                         |                                         |                                         |                                         |                                                |                                                |                                                |                                                |                                                |                                                |                                       |                                       |                                        |                                        |                                        |                                        |                                            |                                            |                                            |                                            |                                            |                                            |                          |                          |                          |                          |            |            |                        |                        |                        |                        |                            |                            |                            |                            |                            |                            |  |  |              |              |              |              |                                   |                                   |                                   |                                   |                                   |                                   |                                  |                                  |                                  |                                  |  |  |
| ハインリヒ                                             | ハインリヒ                                             | ハインリヒ                                             | ハインリヒ                                             | ハインリヒ                                             | ハインリヒ                                             |                                            |                                            | フリードリヒ                               | フリードリヒ                               | フリードリヒ                                                          | フリードリヒ                                                          | フリードリヒ                                                          | フリードリヒ                                                          |                                                                       |                                                                       |                                                              |                                                              |                                                              |                                                              | ペドロ3世 アラゴン王 シチリア王 | ペドロ3世 アラゴン王 シチリア王 | ペドロ3世 アラゴン王 シチリア王 | ペドロ3世 アラゴン王 シチリア王 | ペドロ3世 アラゴン王 シチリア王                  | ペドロ3世 アラゴン王 シチリア王                  |                                                  |                                                  | コンスタンサ                                     | コンスタンサ                                     | コンスタンサ                                    | コンスタンサ                                    | コンスタンサ                                    | コンスタンサ                                    |                           |                           |                           |                           |               |               |                                         |                                         |                                         |                                         |                                                |                                                |                                                |                                                |                                                |                                                |                                       |                                       | コッラディーノ シチリア王 エルサレム王 | コッラディーノ シチリア王 エルサレム王 | コッラディーノ シチリア王 エルサレム王 | コッラディーノ シチリア王 エルサレム王 | コッラディーノ シチリア王 エルサレム王     | コッラディーノ シチリア王 エルサレム王     |                                            |                                            |                                            |                                            |                          |                          |                          |                          |            |            |                        |                        |                        |                        |                            |                            |                            |                            |                            |                            |  |  |              |              |              |              |                                   |                                   |                                   |                                   |                                   |                                   |                                  |                                  |                                  |                                  |  |  |
| ハインリヒ                                             | ハインリヒ                                             | ハインリヒ                                             | ハインリヒ                                             | ハインリヒ                                             | ハインリヒ                                             |                                            |                                            | フリードリヒ                               | フリードリヒ                               | フリードリヒ                                                          | フリードリヒ                                                          | フリードリヒ                                                          | フリードリヒ                                                          |                                                                       |                                                                       |                                                              |                                                              |                                                              |                                                              | ペドロ3世 アラゴン王 シチリア王 | ペドロ3世 アラゴン王 シチリア王 | ペドロ3世 アラゴン王 シチリア王 | ペドロ3世 アラゴン王 シチリア王 | ペドロ3世 アラゴン王 シチリア王                  | ペドロ3世 アラゴン王 シチリア王                  |                                                  |                                                  | コンスタンサ                                     | コンスタンサ                                     | コンスタンサ                                    | コンスタンサ                                    | コンスタンサ                                    | コンスタンサ                                    |                           |                           |                           |                           |               |               |                                         |                                         |                                         |                                         |                                                |                                                |                                                |                                                |                                                |                                                |                                       |                                       | コッラディーノ シチリア王 エルサレム王 | コッラディーノ シチリア王 エルサレム王 | コッラディーノ シチリア王 エルサレム王 | コッラディーノ シチリア王 エルサレム王 | コッラディーノ シチリア王 エルサレム王     | コッラディーノ シチリア王 エルサレム王     |                                            |                                            |                                            |                                            |                          |                          |                          |                          |            |            |                        |                        |                        |                        |                            |                            |                            |                            |                            |                            |  |  |              |              |              |              |                                   |                                   |                                   |                                   |                                   |                                   |                                  |                                  |                                  |                                  |  |  |
|                                                        |                                                        |                                                        |                                                        |                                                        |                                                        |                                            |                                            |                                            |                                            |                                                                       |                                                                       |                                                                       |                                                                       |                                                                       |                                                                       |                                                              |                                                              |                                                              |                                                              |                                 |                                 |                                 |                                 |                                                  |                                                  |                                                  |                                                  |                                                  |                                                  |                                                 |                                                 |                                                 |                                                 |                           |                           |                           |                           |               |               |                                         |                                         |                                         |                                         |                                                |                                                |                                                |                                                |                                                |                                                |                                       |                                       |                                        |                                        |                                        |                                        |                                            |                                            |                                            |                                            |                                            |                                            |                          |                          |                          |                          |            |            |                        |                        |                        |                        |                            |                            |                            |                            |                            |                            |  |  |              |              |              |              |                                   |                                   |                                   |                                   |                                   |                                   |                                  |                                  |                                  |                                  |  |  |
|                                                        |                                                        |                                                        |                                                        |                                                        |                                                        |                                            |                                            |                                            |                                            |                                                                       |                                                                       |                                                                       |                                                                       |                                                                       |                                                                       |                                                              |                                                              |                                                              |                                                              |                                 |                                 |                                 |                                 | バルセロナ家                                     |                                                  |                                                  |                                                  |                                                  |                                                  |                                                 |                                                 |                                                 |                                                 |                           |                           |                           |                           |               |               |                                         |                                         |                                         |                                         |                                                |                                                |                                                |                                                |                                                |                                                |                                       |                                       |                                        |                                        |                                        |                                        |                                            |                                            |                                            |                                            |                                            |                                            |                          |                          |                          |                          |            |            |                        |                        |                        |                        |                            |                            |                            |                            |                            |                            |  |  |              |              |              |              |                                   |                                   |                                   |                                   |                                   |                                   |                                  |                                  |                                  |                                  |  |  |

凡例
- シュヴァーベン大公
- ドイツ王、神聖ローマ皇帝
- シチリア王
- ライン宮中伯